# The Queen Adelaide

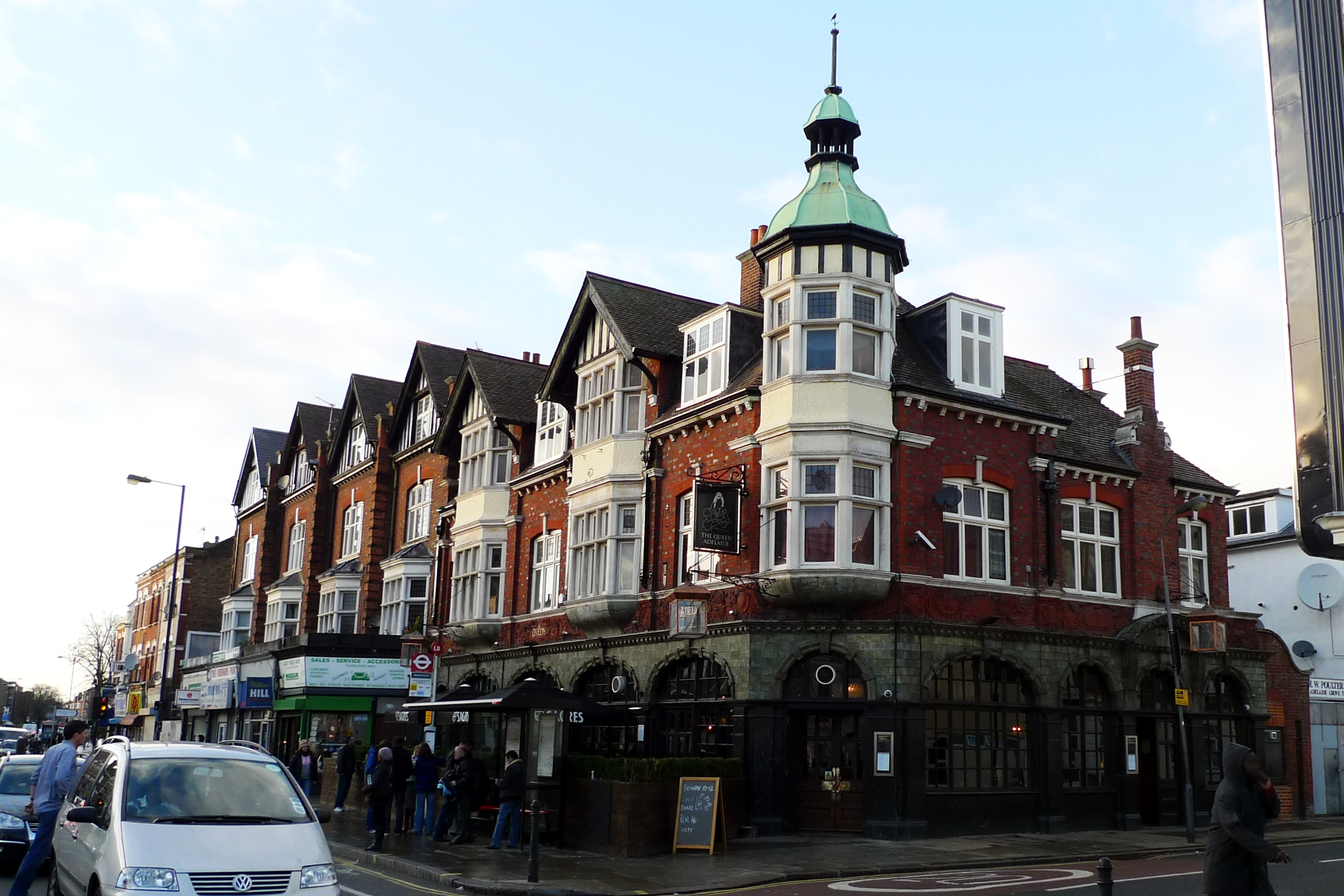
The Queen Adelaide, Shepherd's Bush, Londres

The Queen Adelaide é um pub em 412 Uxbridge Road, Shepherd's Bush, em Londres.
É um edifício listado como Grau II, construído por volta de 1900.